# Supercopa de Europa 1988
La Supercopa de Europa 1988 fue la 13.ª edición de la Supercopa de Europa que se disputaba anualmente entre los ganadores de la Copa de Europa y de la Recopa de Europa.
La competición la jugaron el PSV Eindhoven (campeón de la Copa de Europa 1987-88) y el RKV Malinas (vencedor de la Recopa de Europa 1987-88).
Se disputó a doble partido los días 1 de febrero y 8 de febrero de 1989.
El primer encuentro, jugado en Malinas, acabó con victoria del RKV Malinas por 3 a 0, mientras que el segundo encuentro, disputado en Eindhoven, finalizó con el resultado de 1 a 0 para el PSV Eindhoven.
Tras el cómputo global de 3-1, el RKV Malinas se alzó con su primer título en esta competición.

## Partido de ida
| 01 de febrero de 1989 | RKV Malinas                      | 3:0 (2:0) | PSV Eindhoven | Stadion Achter de Kazerne, Malinas                                                            |                                                                                               |
|                       | - Bosman 16', 50' · De Wilde 17' | Reporte   |               | Asistencia: 7.000 espectadores Árbitro(s): Siegfried Kirschen (República Democrática Alemana) | Asistencia: 7.000 espectadores Árbitro(s): Siegfried Kirschen (República Democrática Alemana) |

|  |  |

| RKV Malinas :      |    |                    |     |
|                    |    |                    |     |
| POR                | 1  | Michel Preud'homme |     |
| DEF                | 5  | Graeme Rutjes      |     |
| DEF                | 4  | Bruno Versavel     |     |
| DEF                | 6  | Wim Hofkens        |     |
| DEF                | 10 | Paul De Mesmaeker  |     |
| MED                | 2  | Koen Sanders       |     |
| MED                | 3  | Marc Emmers        |     |
| MED                | 7  | Erwin Koeman       | 58' |
| MED                | 8  | Pascal De Wilde    |     |
| DEL                | 9  | John Bosman        | 89' |
| DEL                | 11 | Piet den Boer      |     |
| Sustituciones :    |    |                    |     |
| DEL                | 12 | Geert Deferm       | 58' |
| MED                | 14 | Marc Wilmots       | 89' |
| Director técnico : |    |                    |     |
| Aad de Mos         |    |                    |     |

| PSV Eindhoven :    |    |                   |     |
|                    |    |                   |     |
| POR                | 1  | Patrick Lodewijks |     |
| DEF                | 2  | Eric Gerets       |     |
| DEF                | 4  | Ronald Koeman     |     |
| DEF                | 3  | Stan Valckx       |     |
| DEF                | 5  | John Veldman      |     |
| MED                | 7  | Berry van Aerle   |     |
| MED                | 6  | Søren Lerby       |     |
| MED                | 8  | Gerald Vanenburg  |     |
| DEL                | 9  | Romário           |     |
| DEL                | 10 | Hans Gillhaus     |     |
| DEL                | 11 | Anton Janssen     | 72' |
| Sustituciones :    |    |                   |     |
| DEL                | 14 | Juul Ellerman     | 72' |
| Director técnico : |    |                   |     |
| Guus Hiddink       |    |                   |     |

## Partido de vuelta
| 08 de febrero de 1989 | PSV Eindhoven  | 1:0 (0:0) | RKV Malinas | Philips Stadion, Eindhoven                                            |                                                                       |
|                       | - Gillhaus 78' | Reporte   |             | Asistencia: 17.100 espectadores Árbitro(s): Erik Fredriksson (Suecia) | Asistencia: 17.100 espectadores Árbitro(s): Erik Fredriksson (Suecia) |

|  |  |

| PSV Eindhoven :    |  |                   |     |
|                    |  |                   |     |
| POR                |  | Patrick Lodewijks |     |
| DEF                |  | Eric Gerets       |     |
| DEF                |  | Jozef Chovanec    |     |
| DEF                |  | Jan Heintze       |     |
| DEF                |  | Ronald Koeman     |     |
| MED                |  | Berry van Aerle   |     |
| MED                |  | Gerald Vanenburg  |     |
| MED                |  | Edward Linskens   | 66' |
| DEL                |  | Romário           |     |
| DEL                |  | Hans Gillhaus     |     |
| DEL                |  | Juul Ellerman     |     |
| Sustituciones :    |  |                   |     |
| DEL                |  | Stan Valckx       | 66' |
| Director técnico : |  |                   |     |
| Guus Hiddink       |  |                   |     |

| RKV Malinas :      |  |                    |     |
|                    |  |                    |     |
| POR                |  | Michel Preud'homme |     |
| DEF                |  | Graeme Rutjes      |     |
| DEF                |  | Geert Deferm       |     |
| DEF                |  | Wim Hofkens        |     |
| DEF                |  | Paul De Mesmaeker  |     |
| MED                |  | Koen Sanders       |     |
| MED                |  | Marc Emmers        | 39' |
| MED                |  | Pascal De Wilde    |     |
| MED                |  | Bruno Versavel     |     |
| DEL                |  | John Bosman        |     |
| DEL                |  | Piet den Boer      |     |
| Sustituciones :    |  |                    |     |
| MED                |  | Erwin Koeman       | 39' |
| Director técnico : |  |                    |     |
| Aad de Mos         |  |                    |     |

|                     |
| Bandera de Bélgica  |
| Campeón RKV Malinas |
| 1° Título           |